# Basaluzzo
Basaluzzo es una comune italiana de la provincia de Alessandria, en Piamonte. Tiene una población estimada, a fines de julio de 2021, de 2.001 habitantes.

## Evolución demográfica
| Gráfica de evolución demográfica de Basaluzzo entre 1861 y 2021 |
|                                                                 |
| Fuente ISTAT - elaboración gráfica de Wikipedia                 |